# Kölner Kreis
Als Kölner Kreis wird ein ziviler Widerstandskreis im Westen Deutschlands aus dem Umfeld des politischen Katholizismus bezeichnet.

## Struktur
Der Kölner Kreis war ein Netzwerk von Katholiken im Rheinland und in Westfalen. Seine Mitglieder standen dem Nationalsozialismus zunächst vor allem aus religiösen Gründen ablehnend gegenüber. Daraus entwickelte sich in einem längeren Prozess der Entschluss zum politischen Widerstand. Die ursprünglich rein katholischen Diskussionszirkel stammten aus dem Umfeld der katholischen Verbände, der christlichen Gewerkschaften und der Zentrumspartei in Köln. Allmählich entwickelten sich Verbindungen zu anderen oppositionellen Zirkeln in Städten wie Düsseldorf, Bonn, Bochum oder Duisburg. Mit der Katholischen Arbeiterbewegung und deren Kölner Verbandszentrale im Kettelerhaus verfügte der Kreis über ein organisatorisches Gerüst, da die KAB-Ortsverbände ein Netz von Vertrauenspersonen bildeten. Die Führung des westdeutschen Verbandes der katholischen Arbeitervereine (Präses Dr. Otto Müller, Verbandssekretär Bernhard Letterhaus und Hauptschriftleiter Nikolaus Groß) wurden während des Dritten Reiches ermordet. Der Vorsitzende Joseph Joos entging dem gleichen Schicksal nur, weil er seit 1940 im KZ Dachau inhaftiert war. Zu den führenden Persönlichkeiten der Gruppe gehörten Jakob Kaiser, Wilhelm Elfes, der frühere Chefredakteur der Westdeutschen Arbeiterzeitung und Krefelder Polizeipräsident, Andreas Hermes, der ehemalige Reichslandwirtschaftsminister des Zentrums, sowie Johannes Albers, Johannes Gronowski, Christine Teusch, Heinrich Körner und die Dominikaner Laurentius Siemer und Eberhard Welty.

## Kontakte zum überregionalen Widerstand
Die Gruppe blieb nicht isoliert, sondern nahm Kontakte auch mit Personen oder Netzwerken außerhalb des katholischen Milieus auf. Der Düsseldorfer Gruppe gehörten beispielsweise außer dem früheren Kartellsekretär der Christlichen Gewerkschaften und späteren Ministerpräsidenten von Nordrhein-Westfalen, Karl Arnold, auch der ehemalige deutschnationale, protestantische Düsseldorfer Oberbürgermeister Robert Lehr an.
Diese Zusammenarbeit bestand auch überregional, unter anderem mit dem Kreisauer Kreis. Zu den Kontaktpersonen zählten etwa Helmuth James Graf von Moltke oder der ehemalige Leipziger Oberbürgermeister Carl Friedrich Goerdeler, der vor 1933 Mitglied der DNVP war. Verbindungen bestanden auch zu General von Hammerstein, einem oppositionellen Militär aus dem Umfeld von Generaloberst Ludwig Beck, dem langjährigen Kopf des militärischen Widerstandes. Im Jahr 1941 kam es zu einer direkten Begegnung zwischen Beck und Präses Otto Müller. Über sie berichtete Müller wohl, als er 1943 den Besuch eines „sehr hohen Herrn vom Militär“ erwähnte, der sich nach dem Organisationszustand und der NS-Immunität der KAB-Mitglieder erkundigt habe. „Es könnte mal etwas eintreten, daß wir in vielen Orten Menschen brauchen, auf die wir uns verlassen können, die die Leitung der Gemeinde in ihre Hand nehmen und die richtigen Leute für die Verwaltung sowie für Ruhe und Ordnung aussuchen können. Ich kann also in einem solchen Fall auf Sie und Ihre Organisation zurückgreifen.“
Vor allem der Kölner Zweig des Kreises um das Kettelerhaus hatte außerdem Kontakte zu Sozialdemokraten: Der frühere sozialdemokratische Oberbürgermeister von Solingen, Joseph Brisch, stellte Verbindungen zum früheren preußischen Innenminister Carl Severing und dem freien Gewerkschafter Wilhelm Leuschner her.
Damit bestanden Beziehungen zum Kern des militärischen wie auch des zivilen Widerstands. Da die Berliner Widerstandsgruppe kaum Verbindungen in den Westen Deutschlands hatte, wurde der Kölner Kreis, dem Nikolaus Groß angehörte, so etwas wie dessen westliches Standbein.

## Wirken
Zur Tätigkeit der Kölner Gruppe gehörte der Versuch, der NS-Propaganda entgegenzuwirken. So verfasste ihr Düsseldorfer Zweig Flugblätter unter dem Pseudonym „Michael Germanicus“, die besonders während der Sittlichkeitsprozesse gegen katholische Geistliche die Goebbelsche Propaganda entlarvten.
Intensiv diskutierte man innerhalb des Kreises auch mit anderen katholischen Persönlichkeiten wie dem Dominikanerprovinzial Laurentius Siemer eine mögliche zukünftige Gestaltung Deutschlands auf der Basis der katholischen Soziallehre. Verbindungen bestanden auch zu Alfred Delp, der Nikolaus Groß und Otto Müller erstmals direkt über den Kreisauer Kreis informiert hatte.
Im Herbst 1943 kam Goerdeler ins Kettelerhaus, um über die personelle Besetzung von Schlüsselpositionen nach dem Sturz Hitlers zu beraten. Danach reiste Groß nach Saarbrücken, um den ehemaligen Regierungskommissar im Saarland, Bartholomäus Koßmann (Zentrum), als Politischen Beauftragten zu gewinnen. Diesen war die wichtige Aufgabe zugedacht, erst als politische Berater der Generalkommandeure, dann als Oberpräsidenten zu fungieren.
Die Beziehungen des Kölner Kreises halfen, die alten sozialen, konfessionellen und weltanschaulichen Barrieren zwischen rheinisch-westfälischem Katholizismus und preußisch-protestantischem, liberalkonservativem Bürgertum einerseits und sozialdemokratischer Arbeiterschaft andererseits zu durchbrechen.

## Planungen des Kölner Kreises
Der Kölner Kreis hat sich ähnlich wie die Kreisauer und Berliner Gedanken über den künftigen Staatsaufbau Deutschlands gemacht. Er befindet sich für die heutige Rezeption allerdings in einem fundamentalen Nachteil im Vergleich zu den beiden anderen, denn seine Ausarbeitungen, die von Nikolaus Groß und Elfes unter den Titeln „Ist Deutschland verloren?“ und „Die großen Aufgaben“ zusammengefasst wurden, existieren nicht mehr. So bleiben nur Texte von einzelnen Mitgliedern wie Wilhelm Elfes und Eberhard Welty, die aber nicht unbedingt mit den Ansichten des gesamten Kölner Kreises identisch sind. Dennoch lassen sich Grundlinien der Kölner Vorstellungen rekonstruieren. An ihnen fällt, gerade im Vergleich mit Kreisau und Berlin, auf, dass der Kölner Kreis eine wie auch immer geartete Demokratie als selbstverständlich voraussetzte. Elfes kommentierte die Pläne Goerdelers in einem Brief an Otto Müller vom März 1943: „(…) die Wahl einer parlamentarischen Volksvertretung muß alsbald in die Wege geleitet und nach demokratischen Grundsätzen durchgeführt werden, damit eine wirkliche Volksregierung gebildet werden kann.“
Parteien und ihre dominierende Rolle für die Regierungsbildung waren den Kölnern selbstverständlich. Einig war man sich, in Zukunft die katholische Zentrumspartei in ihrer alten Form nicht wiederbeleben zu wollen. Zwei Parteimodelle konkurrierten miteinander: eine Partei der Arbeit nach dem Vorbild der englischen Labour-Party mit dem Ziel, den Gegensatz zwischen christlichen und sozialistischen Arbeitern zu überbrücken, auf der einen Seite und eine christliche, interkonfessionelle Volkspartei, wie sie 1945 in etwa in der CDU Wirklichkeit wurde, auf der anderen Seite.
Der Schwerpunkt der Kölner Beratungen lag jedoch auf sozial- und wirtschaftspolitischen Fragen, wie es auch der Ausrichtung der katholischen Soziallehre entsprach, die sich traditionell kaum mit Fragen der Staatsverfassung beschäftigte. Elfes forderte, dass die menschliche Arbeitsleistung Vorrang vor den Kapitalinteressen haben solle. Dafür sei es notwendig, eine Einheitsgewerkschaft zu gründen und den Arbeitern maßgebenden Einfluss auf die Wirtschaft zu sichern. Er schlug ein weitreichendes Sozialisierungsprogramm vor, zu dem die Aufteilung des Großgrundbesitzes in lebensfähige Bauernhöfe, staatliche Kontrolle der Großbanken, Zerlegung der aus verschiedenartigen Betrieben gebildeten „kapitalistischen Großunternehmungen“ in ihre Teile oder ihre Überführung in Genossenschaften sowie eine Höchstgrenze für Aktienbesitz zählten. Dabei setzte Elfes auf die Marktwirtschaft, da er nach Kriegsende optimistisch mit einem wirtschaftlichen Aufschwung rechnete. An ihm sollte die Arbeiterschaft materiell durch Eigentumsbildung partizipieren.
Welty dagegen strebte eine statische Bedarfsdeckungswirtschaft an, da er es für notwendig hielt, für lange Zeit den Mangel zu verwalten. Auch entsprach sie stärker dem traditionellen katholischen Misstrauen gegen die liberal-kapitalistische Wirtschaft und ließ sich besser mit der alten Vorliebe für berufsständische Lösungen vereinbaren. Berufsstände und Genossenschaften sollten für die gelenkte Wirtschaft verantwortlich sein.

## Verfolgung
Der Kölner Kreis spielte als Personalreservoir im Westen mit seinen Ideen und Personen eine wichtige Rolle im Widerstand gegen Hitler. Er hatte weitreichende Beziehungen zu den bekanntesten Widerstandskreisen von Kreisau und Berlin. Daher kann es auch nicht verwundern, dass seine führenden Köpfe – Letterhaus, Groß und Müller – nach dem missglückten Attentat von Claus Schenk Graf von Stauffenberg mit in den Strudel der NS-Rachejustiz gerissen wurden. Groß und Letterhaus wurden vom Volksgerichtshof zum Tode verurteilt und hingerichtet, Otto Müller starb in der Haft. Am Prozess von Groß wurden dabei weiterreichende kirchenfeindliche Absichten der NS-Machthaber sichtbar. Obwohl er wegen Beteiligung an der Verschwörung Goerdelers verurteilt wurde, stand er mit Kreisauern vor Gericht. Seine Beziehungen zu Kreisau, die über Delp bestanden hatten, kamen aber im Prozess überhaupt nicht zur Sprache. Der Hintergrund war, dass die Nationalsozialisten einen Kirchenprozess planten mit Delp und Otto Müller, in dem seine Mittlerrolle zwischen den Kreisen eine wichtige Rolle hätte spielen können. Das Vorhaben scheiterte freilich an Müllers vorzeitigem Tod.
Inhaltlich liegt die Bedeutung des Kölner Kreises in seinem demokratischen Pragmatismus, der bei den überlebenden Mitgliedern nach dem Zusammenbruch zum Tragen kam. Viele von ihnen beteiligten sich an der Gründung der Einheitsgewerkschaft und der Christlich-Demokratischen Union. Hierfür stehen u. a. die Namen Jakob Kaiser, Andreas Hermes, Johannes Albers und Karl Arnold.

## Forschungslage
Diese Gruppe wurde lange Zeit wenig beachtet, weil ihre Pläne für die Zeit nach der nationalsozialistischen Herrschaft nicht erhalten sind. Außerdem lag der Schwerpunkt der Forschung bislang vor allem auf dem Widerstand konservativer Kreise oder von Sozialdemokraten und Kommunisten. Die Katholiken wurden als eigenständige Widerstandsgruppe kaum wahrgenommen.